# Liste der Monuments historiques in Puiseux-en-France
Die Liste der Monuments historiques in Puiseux-en-France führt die Monuments historiques in der französischen Gemeinde Puiseux-en-France auf.

## Liste der Bauwerke
| Bezeichnung          | Beschreibung              | Standort | Kennzeichnung | Schutzstatus | Datum | Bild           |
| -------------------- | ------------------------- | -------- | ------------- | ------------ | ----- | -------------- |
| Kirche Ste-Geneviève | Erbaut im 13. Jahrhundert | (Lage)   | PA00080178    | Inscrit      | 1976  | weitere Bilder |

## Liste der Objekte

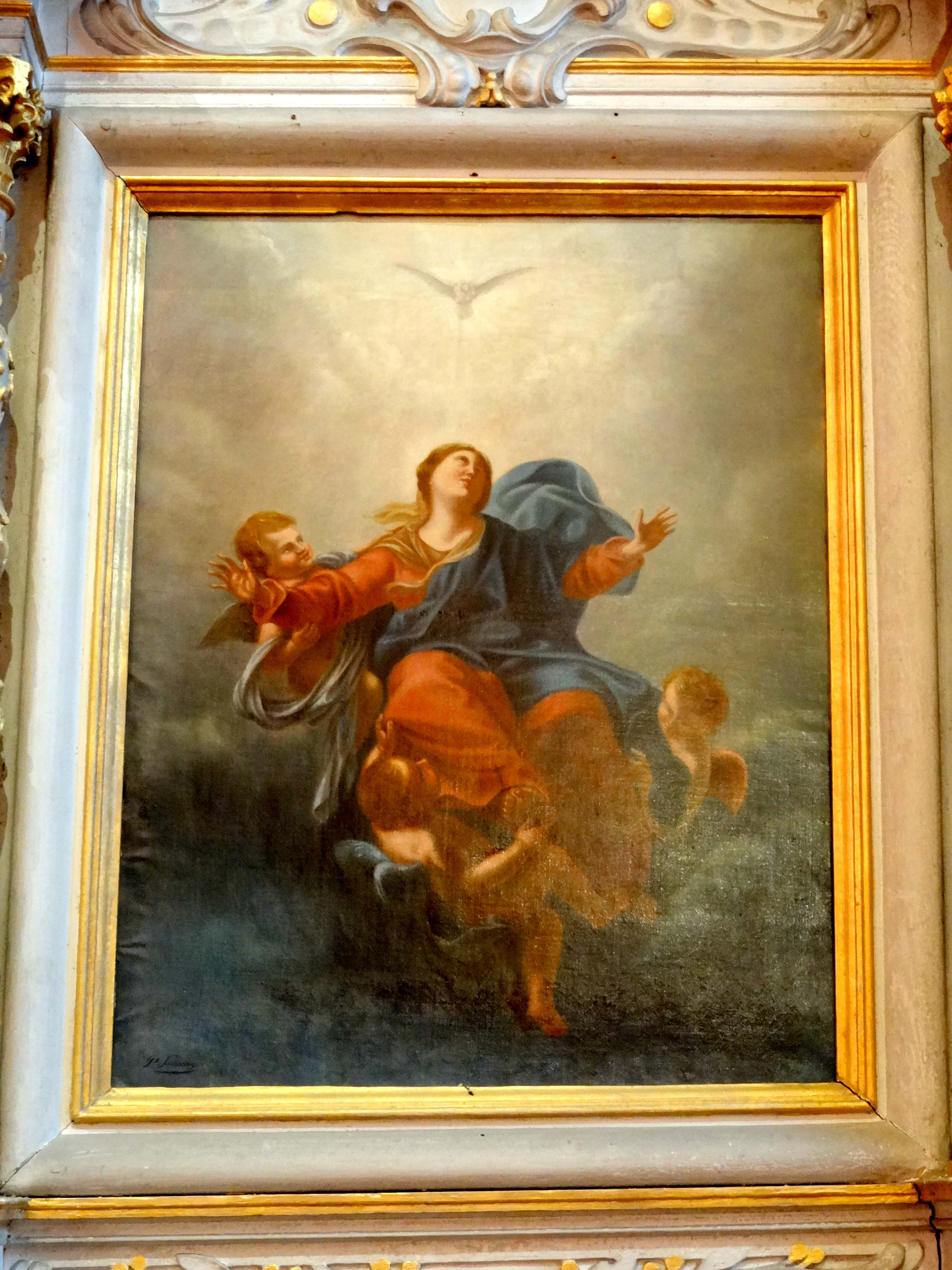
Ölgemälde Mariä Himmelfahrt (Ende des 19. Jahrhunderts) von Philippe Sauvage in der Kirche Ste-Geneviève

- Monuments historiques (Objekte) in Puiseux-en-France in der Base Palissy des französischen Kultusministeriums